# ISO 3166-2:HM
Kódy ISO 3166-2 pro Heardův ostrov a McDonaldovy ostrovy neidentifikují žádné regiony (stav v roce 2015). 